# Partito Verde del Canada
Il Partito Verde del Canada (in inglese Green Party of Canada; in francese Parti vert du Canada) è un partito politico attivo in Canada dal 1983.

## Storia
Alle elezioni politiche del 2006 e del 2008 i Verdi ottennero, rispettivamente, il 4,5 ed il 6,8%, senza riuscire però ad eleggere deputati a causa del sistema elettorale maggioritario a un turno. Alle politiche del 2011, pur ottenendo appena il 3,9% i Verdi sono riusciti a eleggere il loro primo deputato nazionale, in un collegio della Columbia Britannica.

## Leader
| Leader                    | Periodo        |
| ------------------------- | -------------- |
| Trevor Hancock            | 1983-1984      |
| Seymour Trieger           | 1984-1988      |
| Kathryn Cholette          | 1988-1990      |
| Chris Lea                 | 1990-1996      |
| Wendy Priesnitz           | 1996-1997      |
| Harry Garfinkle (interim) | 1997           |
| Joan Russow               | 1997-2001      |
| Chris Bradshaw (interim)  | 2001-2003      |
| Jim Harris                | 2003-2006      |
| Elizabeth May             | 2006-2019      |
| Jo-Ann Roberts (interim)  | 2019-2020      |
| Annamie Paul              | 2020-2021      |
| Amita Kuttner (interim)   | 2021-in carica |

## Risultati elettorali
| Elezione | Leader          | Voti      | %    | Seggi   |
| -------- | --------------- | --------- | ---- | ------- |
| 1984     | Trevor Hancock  | 29 921    | 0,21 | 0 / 282 |
| 1988     | Seymour Trieger | 47 228    | 0,36 | 0 / 295 |
| 1993     | Chris Lea       | 32 979    | 0,24 | 0 / 295 |
| 1997     | Joan Russow     | 55 583    | 0,43 | 0 / 301 |
| 2000     | Joan Russow     | 104 402   | 0,81 | 0 / 301 |
| 2004     | Jim Harris      | 582 247   | 4,32 | 0 / 308 |
| 2006     | Jim Harris      | 665 940   | 4,48 | 0 / 308 |
| 2008     | Elizabeth May   | 941 097   | 6,80 | 0 / 308 |
| 2011     | Elizabeth May   | 576 221   | 3,91 | 1 / 308 |
| 2015     | Elizabeth May   | 605 637   | 3,45 | 1 / 338 |
| 2019     | Elizabeth May   | 1 189 607 | 6,55 | 3 / 338 |
| 2021     | Annamie Paul    | 398 775   | 2,34 | 2 / 338 |